# شهرستان دینگیوان
شهرستان دینگیوان (به لاتین: Dingyuan County) یک منطقهٔ مسکونی در چین است که در چاجوا واقع شده‌است.